# SPA 129/332
A rodovia SPA 129/332 (designada no âmbito municipal como PLN-339) é uma via brasileira localizada em Paulínia, interior de São Paulo. Possui 3,6 quilômetros de extensão e é um acesso entre o km 129 da Rodovia Professor Zeferino Vaz à região central do município de Paulínia. Este trecho pertenceu à SP-332 antes da construção da nova via, que contorna o centro urbano de Paulínia.